# 義仲寺
義仲寺（ぎちゅうじ）は、滋賀県大津市にある天台宗系単立の寺院。山号は朝日山。本尊は聖観音菩薩。境内全域が1967年（昭和42年）に国の史跡に指定されている。

## 歴史

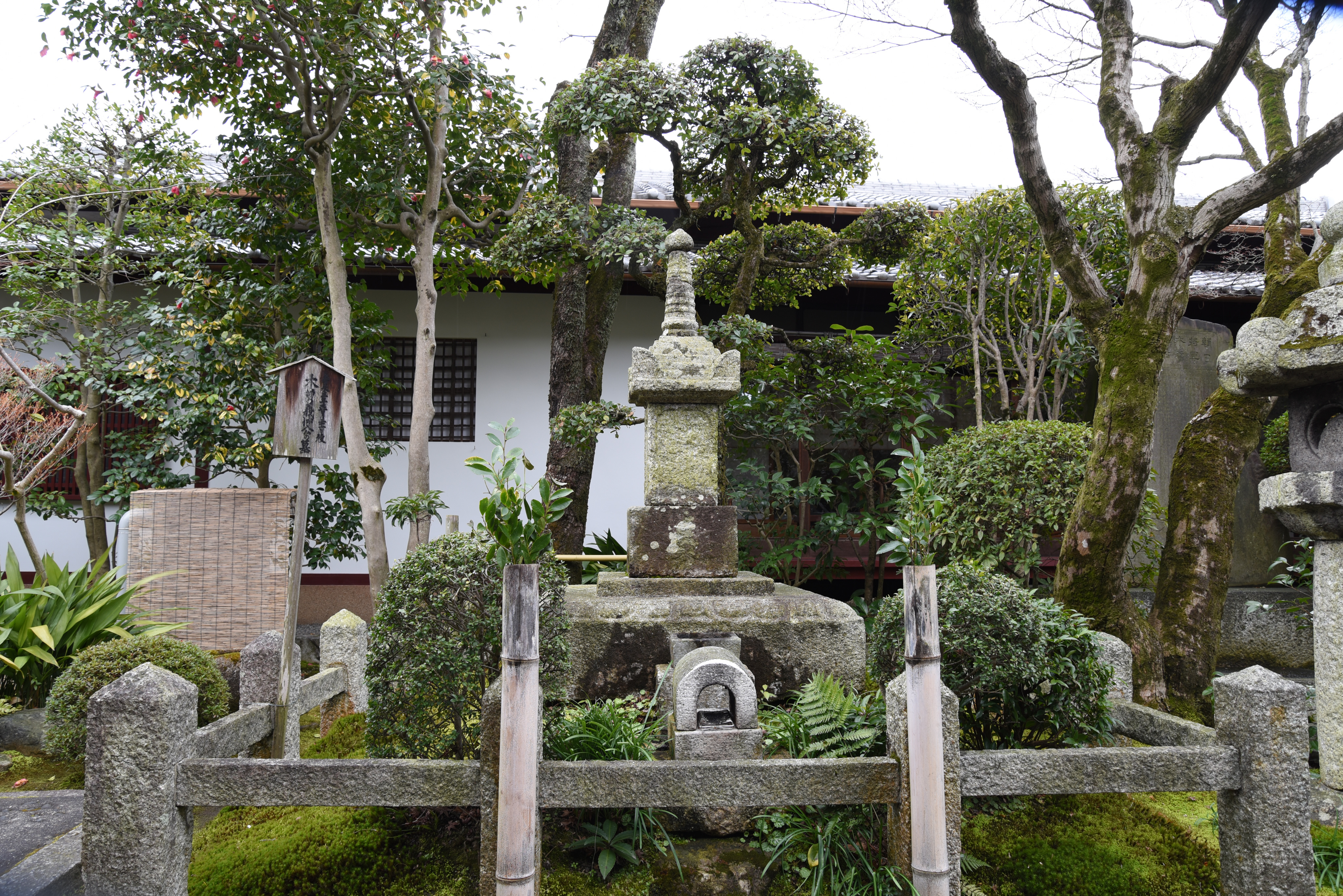
義仲公墓

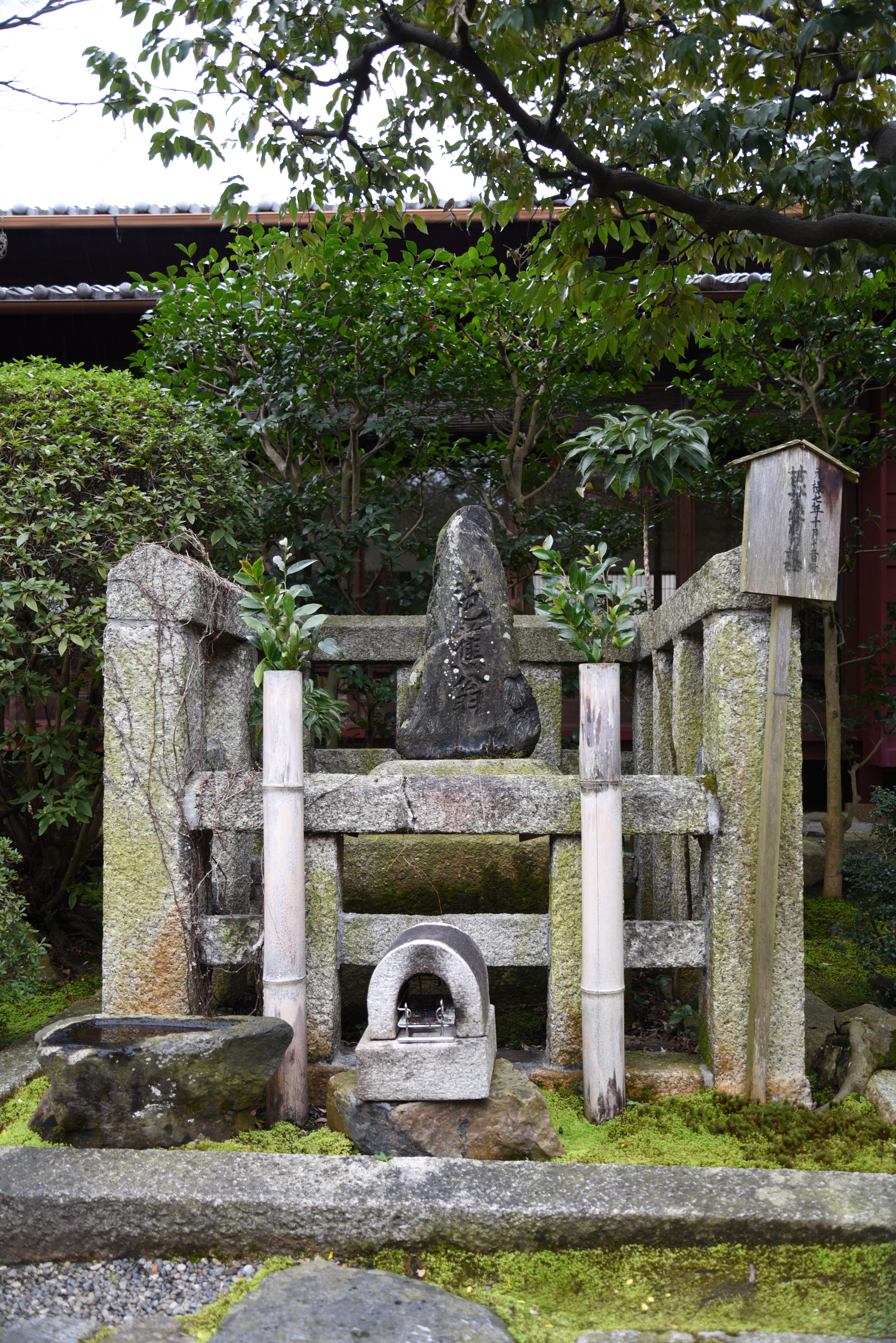
松尾芭蕉の墓

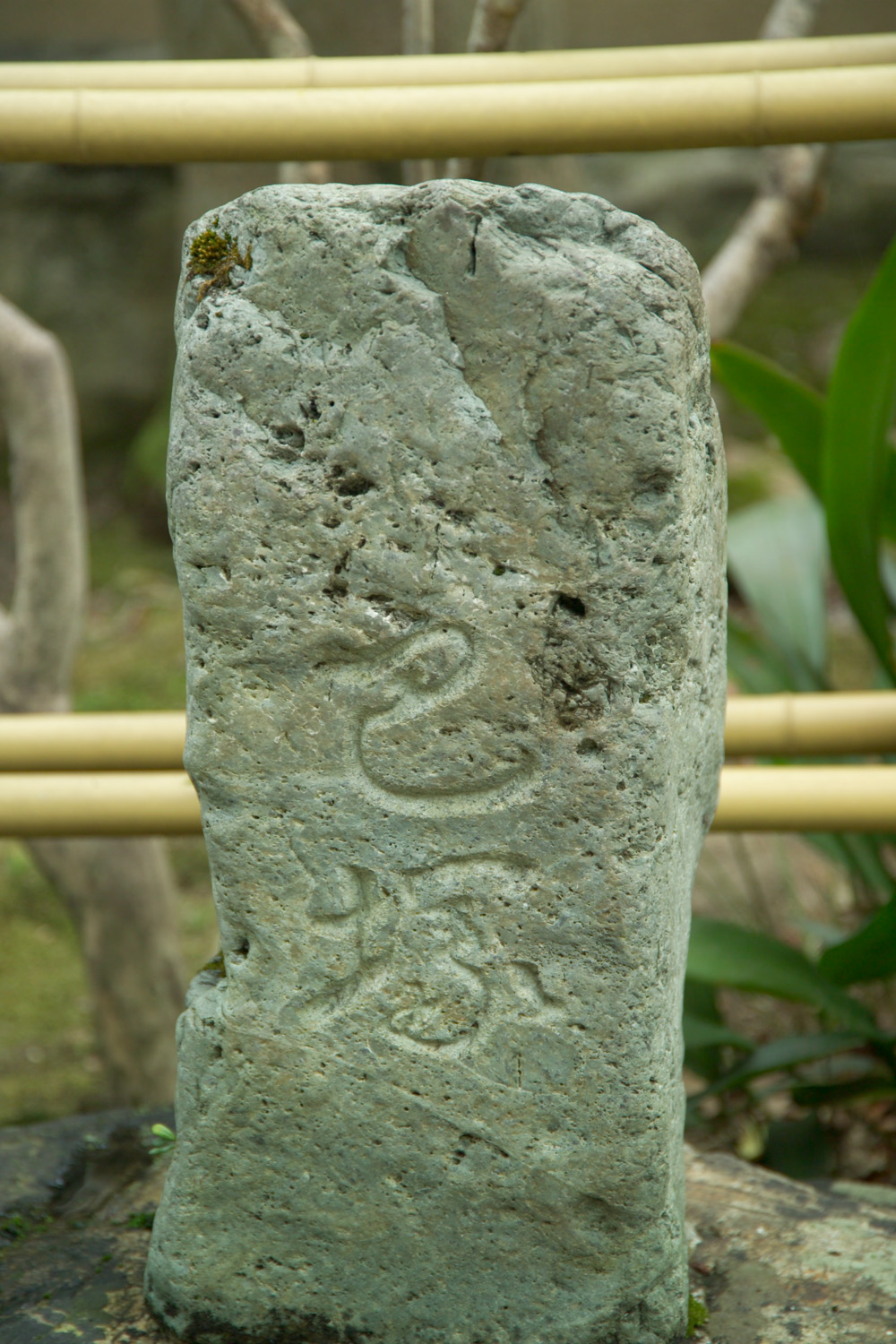
伝・巴御前の墓

この寺の創建については不詳であるが、源義仲（木曾義仲）の死後、愛妾であった巴御前が義仲の墓所近くに草庵を結び、「われは名も無き女性」と称し、日々供養したことにはじまると伝えられる。寺は別名、巴寺、無名庵、木曽塚、木曽寺、また義仲寺と呼ばれたという記述が、すでに鎌倉時代後期の文書にみられるという。戦国時代に荒廃したが、天文22年（1553年）頃、近江守護の六角義賢によって再興された。また、この頃は石山寺の配下となっていた。
江戸時代になり再び荒廃していたところ、貞享年間（1684年 - 1688年）に浄土宗の僧・松寿により、皆に呼び掛けて義仲の塚の上に新たに宝篋印塔の義仲の墓を建立し、小庵も建立して義仲庵と名付けて再建が行われ、園城寺の子院・光浄院に属するようになった。元禄5年（1692年）には寺名を義仲寺に改めている。
俳人松尾芭蕉はこの寺と湖南の人びとを愛し、たびたび滞在した。無名庵で句会も盛んに行われた。大坂で亡くなった芭蕉だが、「骸（から）は木曽塚に送るべし」との遺志により元禄7年（1694年）10月、義仲の墓の横に葬られた。芭蕉の門人である島崎又玄（ゆうげん）の句「木曽殿と背中合わせの寒さかな」が有名である。
元禄10年（1697年）、園城寺は源義仲が禅宗の信徒であったことから、義仲寺の住持に禅僧の泰宗を任じたが、園城寺内で、天台宗寺門派（現・天台寺門宗）の園城寺がその配下の寺院の住持に禅僧を任じるのはおかしいとの話が上がり、泰宗は住持から外された。しかし、留守居としてそのまま管理が委ねられた。以降、当寺は蕉門俳諧の人々によって護持されていくようになる。
その後またも当寺は荒廃してしまった。また、宝暦年間（1751年 - 1764年）には本寺の光浄院が困窮したために、本寺が園城寺子院・法明院に変更されたりしている。
そんな中の明和6年（1769年）、京都の俳僧蝶夢法師が数十年の歳月をかけてようやく中興した。後に本寺も光浄院に戻されている。寛政5年（1793年）には盛大に芭蕉百回忌が行われた。
1896年（明治29年）に琵琶湖大水害で被害を受けるが、1900年（明治33年）以降に復興する。また、この頃には本寺が園城寺の三門跡の一つである円満院となっている。
昭和期、太平洋戦争後に再び荒廃壊滅の危機に瀕する。しかし、一個人の篤志家による寄進によって1965年（昭和40年）、円満院から境内地を買い取り、ついで独立・再興し、単立の寺院となった。その後の境内の整備費もその篤志家の寄進による。再建に尽力したフィクサー三浦義一と文芸評論家保田與重郎の墓所もある。

## 境内
- 本堂（朝日堂） - 1979年（昭和54年）改築。
- 翁堂 - 安政5年（1858年）再建。松尾芭蕉翁を祀る。
- 曲翠（菅沼曲水）の墓 - 芭蕉の門人。1973年（昭和48年）建立。
- 木曽八幡社
- 松尾芭蕉の墓
- 源義仲の墓
- 伝・巴御前の墓
- 山吹塚 - 義仲の側室・山吹御前の塚。JR大津駅前にあったが、1973年（昭和48年）12月に現在地に移築。
- 無名庵 - 翁の宿舎。
- 粟津文庫 - 1976年（昭和51年）11月改築。
- 身余堂文庫
- 三浦義一の墓
- 保田與重郎の墓
- 史料館 - 1976年（昭和51年）秋開設。
- 庫裏
- 山門
- 巴地蔵堂

## 文化財

### 国指定史跡
- 義仲寺境内

### 大津市指定有形文化財
- 紙本著色芭蕉翁絵詞伝 3巻

### 大津市指定史跡
- 竜ケ岡俳人墓地

### その他
- 衣冠束帯姿で矢を持つ義仲の木像が安置されている。
- 伊藤若冲の描いた天井画15枚12種類が翁堂にある。形式から見て、現在京都市左京区の信行寺にある花卉図天井画と一具だったと考えられる。両者は元々石峰寺観音堂の天井画であったが、幕末に破却され、花卉図は寺外に流出した。翁堂天井裏にある墨書によって、安政6年（1859年）6月、大津栄屋町の魚屋通六によって寄進された[1]。現在は、デジタル技術によって忠実に複製され[2]、一般公開されている。

## 史料館
- 月曜日は休館日